# Anni Rehborn
Ne doit pas être confondu avec Hanni Rehborn.
Anni Rehborn, née le 25 août 1904 à Langenberg, arrondissement de Mettmann et morte après 1979, est une nageuse allemande proche des cercles nazis.

## Biographie

### Famille
Anni Rehborn est la fille de Julius Rehborn et de Anna Voss.
Dès les années 1920, Anni Rehborn rencontre Adolf Hitler, celui-ci étant  attaché aux sportifs qui correspondent à l'idéologie raciale du corps « aryen » fort, sain et pur propagée par le NSDAP. En 1932, elle rejoint le NSDAP en même temps que son père.
Elle se marie avec Karl Brandt, qui devient l'un des médecins personnels d'Adolf Hitler, le 17 mars 1934 à Berlin. Ce dernier est témoin de leur mariage avec Wilhelm Brückner.
Le couple faisant désormais partie du cercle restreint d'Hitler, ils sont régulièrement invités au Berghof et Anni Rehborn se lie d'amitié avec Eva Braun et Margarete Speer, femme d'Albert Speer.
Le couple a un enfant, Karl Adolf Brandt, né le 4 octobre 1935.
Son frère aîné, Julius, et sa sœur Hanni Rehborn sont des plongeurs olympiques.

### Carrière sportive
Anni Rehborn remporte une médaille de bronze au 4 × 100 m nage libre aux Championnats d'Europe de natation de 1927. Elle participe aux Jeux olympiques d'été de 1928, mais ne concourt pas pour des raisons inconnues.
Au cours de sa carrière, elle remporte huit titres nationaux sur le 100 m dos (1923-1925, 1927-1929) et sur le 100 m nage libre (1923-1924).
À la fin de sa carrière sportive, Anni Rehborn travaille comme professeur de natation.